# Барди, Франг

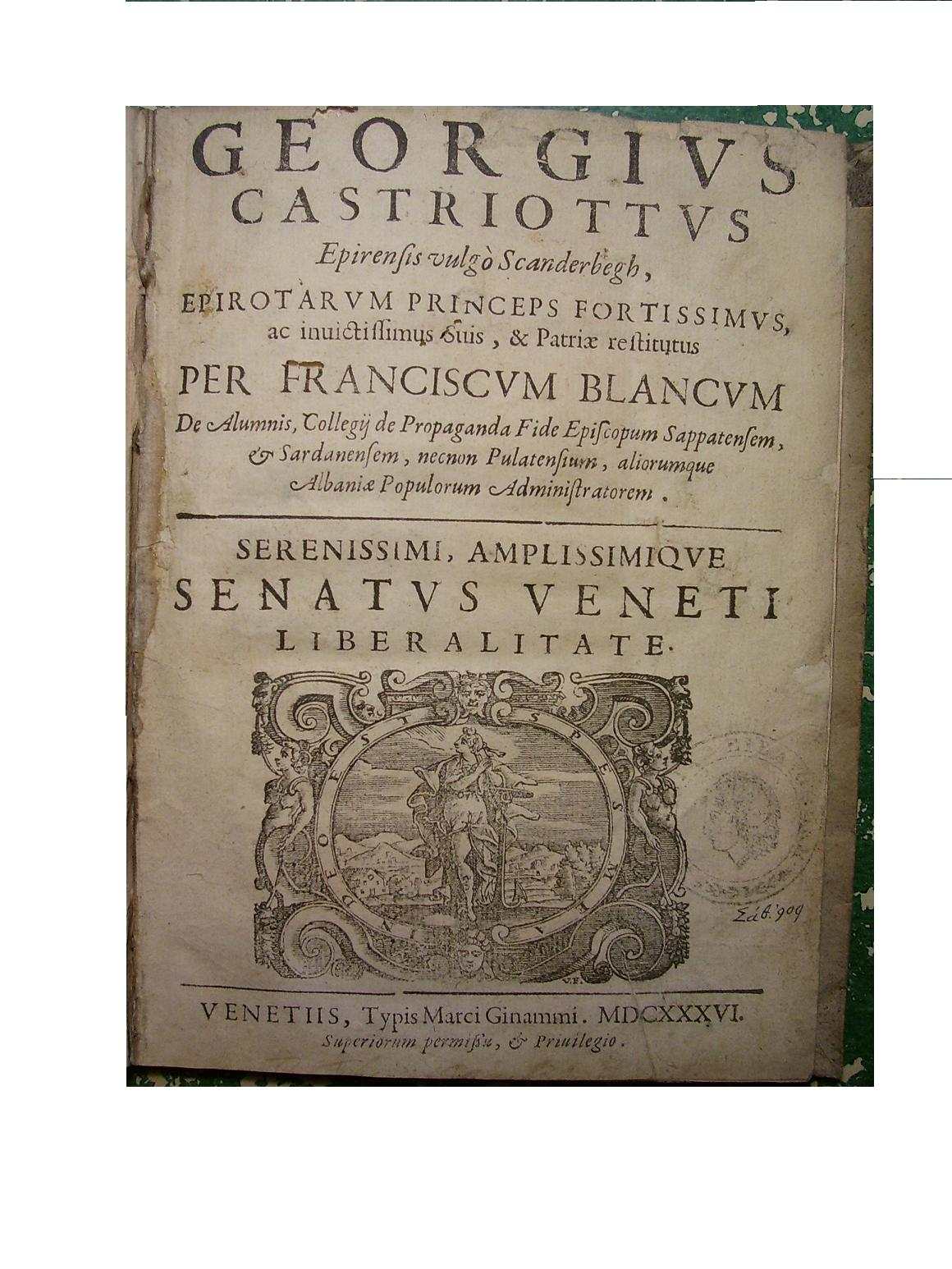
Биография Скандербега

Франг Барди (алб. Frang Bardhi, лат. Franciscus Blancus, 1606 г., Каллмет — 1643 г.) — албанский католический епископ Сапы, автор первого албанского словаря Dictionarium latino-epiroticum.

## Биография
Франг Барди родился в 1606 году на севере Албании, в селении Каллмет, в исторической области Задрима, возле города Лежа. Происходил из высокопоставленной албанской семьи, имевшей гражданство Венецианской республики. Всю жизнь Франг Барди гордился и подчёркивал, что принадлежал к семье, члены которой не покорились османским захватчикам.
Барди изучал теологию в Италии. Папа Урбан VIII 17 декабря 1636 года назначил его епископом епархии Сапы и Сарды.
В 1635 году Франг Барди издал в Риме первый в истории албанский словарь Dictionarium latino-epiroticum, состоящий из 5640 статей. Написал также биографию Георгия Скандербега, в которой полемизировал с версией о славянском (боснийском) происхождении Скандербега, выдвинутой в 1631 г. хорватским католическим священником Иваном-Томко Мрнавичем (Ivan Tomko Mrnavić).
В 1637 году Франг Барди предоставил в Конгрегацию веры описание своей епархии, которое является сегодня ценным историческим документоми о жизни албанского общества во времена османской экспансии.

## Сочинения
- Georgius Castriotus Epirensis, vulgo Scanderbegh. Per Franciscum Blancum, De Alumnis Collegij de Propaganda Fide Episcopum Sappatensem etc. Venetiis, Typis Marci Ginammi, MDCXXXVI (1636).
- Dictionarivm Latino Epiroticvm per R. D. Franciscvm Blanchvm

## Источник
- Robert Elsie: Albanian Literature. An Overview of its History and Development. In Österreichische Osthefte 17(2003), Sonderband Albanien. стр. 243—276
- Zija Xholi: Pesë mendimtarët më të vjetër të kulturës sonë kombëtare: M. Barleti, Gj. Buzuku, P. Budi, F. Bardhi, P. Bogdani. Tirana 2003. ISBN 99927-901-1-3
- Albanian Literature, Section 1.6, by Robert Elsie, стр 24-27